# Библиотека Винера по изучению периода нацизма и Холокоста
Библиотека Винера по изучению периода нацизма и Холокоста (ивр. ספריית וינר לחקר התקופה הנאצית והשואה‎) — это научная библиотека, расположенная в здании Винер-Гросс в Тель-Авивском университете и работающая в Центральной библиотеке Сураски. Библиотека имеет два крыла: архив , включающий тысячи документов из 1930-х и 1940-х годов, а также коллекция из более чем 100 000 книг и публикаций. Библиотека Винера поддерживает разнообразную академическую деятельность с целью содействия изучению периода нацизма и Холокоста.

## История
В 1933 году в Амстердаме был основан «Центральный еврейский информационный центр» (JCIO), который после Второй мировой войны стал известен как Библиотека Винера. Ее основателями были доктор Альфред Винер, операторы «Центральной ассоциации немецких граждан еврейской религии» (Centralverein), покинувшие Германию после прихода к власти нацистов, и профессор Давид Коэн, историк древностей из Университета в Амстердаме и видный деятель местной еврейской общины. На идею создания Центра повлияла инициатива немецко-еврейских активистов, начавшаяся в Германии в конце 1920-х годов по документированию и сбору информации о нацистской партии в рамках общественной и политической борьбы. Информационный центр в Амстердаме был призван привлечь внимание мира к опасности нацистского антисемитизма и обострению антиеврейской политики в 30-е годы в Германии и других странах. В 1939 году доктор Винер перевез коллекцию в Лондон, где открыл её в тот самый день, когда началась вторая мировая война. Во время войны он и его помощники продолжали собирать информацию и документы о немецкой оккупационной политике, реакции на нее и особенно о судьбе европейского еврейства. Во время войны была собрана информация о судьбе еврейских беженцев и собраны свидетельства выживших, переживших ужасы Холокоста. До самой смерти доктора Винера в 1964 году он и его сотрудники сосредоточились на расширении коллекции.
К концу 1970-х годов между руководством Библиотеки Винера в Лондоне и руководством Тель-Авивского университета была достигнута договоренность о передаче всей коллекции Тель-Авивского университету. После того, как коллекция была доставлена в Тель-Авив в 1980 году, руководящий комитет старших историков университета решил создать библиотеку Винера в качестве исследовательской библиотеки в рамках Центральной библиотеки Сураски. Копии оригиналов документов, которые были переданы в Тель-Авив, находятся в Библиотека Винера в Лондоне в виде микрофильмов. В 1980 году коллекция была передана Тель-Авивскому университету и размещена в здании центральной библиотеки. В то же время для него было построено специальное здание, примыкающее с северной стороны к основному зданию библиотеки. Здание, открытое в 1984 году, было спроектировано архитекторами Шуламит и Михаэлем Надлером совместно с Шмуэлем Биксоном и Моше Гилем. Поскольку он был построен по методу Фелькеля, доступ к нему широкой публики был запрещен после версальской катастрофы . Однако сама коллекция оставалась доступной для публики через библиотекарей, пока 17 октября 2010 года, после периода ремонта, здание не было вновь открыто, и с тех пор оно стало доступным для широкой публики.

## Современность
В конце XX — начале XXI века коллекция библиотеки значительно расширилась. Он содержит архивные документы и электронные хранилища первоисточников, исследовательские книги, брошюры, периодические издания, а также антисемитскую и нацистскую националистическую литературу. Среди прочего, в коллекцию входят: издания на разных языках «Протоколов сионских мудрецов», немецкая и европейская пресса эпохи нацизма, листовки ультраправых движений и фашистских и антисемитских групп, а также литература, отрицающая Холокост. Архив включает в себя тысячи документов из Европы между двумя мировыми войнами и нацистской эпохой, которые в основном касаются Катастрофы европейских евреев и судьбы еврейских общин и беженцев после войны, такие как документы Бернского процесса, документация о евреях Германии в 1930-е годы, документы о деятельности нацистской бюрократии, показания беженцев и выживших, документы Нюрнбергского процесса.
Библиотека Винера работает в тесном сотрудничестве с научно-исследовательскими институтами факультета гуманитарных наук Тель-Авивского университета. Как научная библиотека, она проводит широкий спектр академических мероприятий с целью поощрения интереса и исследований по темам, связанным с нацистским периодом и Холокостом, включая серию лекций, научных конференций, исследовательских семинаров и выставок.